# Ecsenius yaeyamaensis
Ecsenius yaeyamaensis es una especie de pez de la familia Blenniidae en el orden de los Perciformes.

## Morfología
• Los machos pueden llegar alcanzar los 6 cm de longitud total.

## Depredadores
Es depredado en Japón por Fístula commersonii .

## Reproducción
Es ovíparo.

## Hábitat
Es un pez de mar y de clima tropical y asociado a los  arrecifes de coral que vive hasta los m de profundidad.

## Distribución geográfica
Se encuentra desde Sri Lanka hasta Vanuatu, Taiwán, el sur de la Gran Barrera de Coral y Belau (Micronesia).